# Wieża Ariańska w Wojciechowie
Wieża Ariańska w Wojciechowie – trójkondygnacyjna, wybudowana z kamieni i cegieł, wieża  wzniesiona w dwóch etapach przed 1527 r. przez starostę lubelskiego Jana Pileckiego. Pilecki po zniszczeniu wcześniejszych umocnień, odbudował je w zmodernizowanej formie i przystosował do broni palnej. Umocnienia otrzymały wówczas kształt czworoboku z wyprofilowanymi trzema bastionikami o zarysie trapezu, a w miejscu czwartego posadowiono wieżowy dwór z zewnętrzną klatką schodową. Wieża miała charakter zarówno obronny, jak i rezydencjonalny.
Prawdopodobnie w pierwszej połowie XVI wieku cały dawny folwark otoczono murem ze strzelnicami, by wzmocnić walory obronne założenia. Pozostałości muru zachowały się w pobliżu wieży oraz w ścianie budynku gospodarczego znajdującej się na terenie gospodarstwa usytuowanego przy siedzibie Urzędu Gminy. Po wybudowaniu nowego dworu opuszczona wieża powoli niszczała, odrestaurowana w 1907 roku według projektu Jana Koszczyca Witkiewicza. Ponownie gruntownie remontowana i rekonstruowana w latach 1971-1974 według projektu Tadeusza Augustynka.

## Nazwa
Ówcześni właściciele Wojciechowa Spinkowie byli kalwinami a Orzechowscy byli arianami, stąd też do ich siedziby przylgnęła nazwa „ariańska”, sugerująca wykorzystywanie jej na potrzeby zboru ariańskiego. Sprawa ta jest dyskusyjna, lecz część badaczy popiera tezę o kościelnych funkcjach wieży, przy czym zaznacza się, iż naprzód służyła ona zborowi kalwińskiemu, a następnie ariańskiemu. Jednym z dowodów jest napis na nagrobku pastora kalwińskiego Stanisława Spinka, znajdującym się przy kościele katolickim w Wojciechowie. Brzmi on: „S. † S. Thu liezy zaczny maz Pan Stanisław Spinek z Wojcziechowa, któri umarł XX dnia Marca roku Pańskiego MDLXXVIII [...]. Ten to właśnie mąż, biorący gorliwy udział w rozkrzewieniu u nas arjanizmu, połączywszy się z innemi zwolennikami tej sekty, około 1560 r. napadł zbrojnie na kościół w Wojciechowie, grunty kościelne zabrał w posiadanie, jak o tym świadczą akta miejscowe, a w zamku swoim założył zbory kalwiński i arjański. W niedługim czasie, staraniem wyznawców i protektorów arjanizmu, w obrębie murów zamkowych wzniesiono oddzielny gmach na pomieszczenie świątyni arjańskiej, która zarazem służyć miała za strażnicę zamkową, a przetrwała do dni naszych”.

## Wieża dzisiaj
Obecnie w Wieży Ariańskiej mieści się Gminny Ośrodek Kultury, Muzeum Regionalne, Muzeum Kowalstwa, Biblioteka Gminna oraz Punkt Informacji Agroturystycznej.

## Upamiętnienie
Budowla została upamiętniona przez Stefana Żeromskiego w powieści „Nawracanie Judasza”. Szczegółowe dane na temat wieży dostarczył pisarzowi Jan Koszczyc Witkiewicz, autor projektu restauracji obiektu. Żeromski umiejscowił wieżę w fikcyjnym miasteczku „Posucha w sandomierskiej ziemi”. Przedstawia ją następująco:
„Pradawna, w założeniu swym kwadratowa wieża miała z północnej strony dwie potężne skarpy, które trzema skośnymi skokami zwężały się ku górze i po sam szczyt sięgały. Spadki tych pochyłych uskoków były niegdyś nakryte, jak świadczyły resztki, kamieniami z wystającym dla ścieku gzymsem o gotyckim profilu. Z tyłu od północy, była przybudówka, niższa i węższa od głównej budowli. […] Zarówno wieża, jak przybudówka pokryte były starą dachówką holenderską wielkiego wymiaru […] Bliższe i szczegółowsze dochodzenia […] wykazały, że tam to właśnie, w tej sali [pierwszego piętra] mieściło się ariańskie zborzyszcze. Ona też nadała charakter moralny całej budowli. […] Bywał tu pewnie magnat zubożały Jan Niemojewski, który na sejm w Lublinie między tłumy szlachty szumne, wspaniałe […] wchodził w pokornej postawie, milczący, bez oręża, bez służby i towarzystwa, w szarym kopieniaku i z torbą na plecach. Bywali tu może Budny, Czechowic, Farnowski, może zbiegowie z ziemi włoskiej i tylu ziem innych – Lismanin, Stankar, Blandrata, Leliusz Socyn, Ochino, którzy w Polsce gościnę i ucho powolne dla swej myśli znaleźli.”.